# 綾部市
綾部市（あやべし）は、京都府北部に位置する市。
絹織物で有名で、繊維・機械産業が盛んだった。グンゼの発祥の地でも知られる。1950年（昭和25年）市制施行。

## 概要
京都府のやや北部に位置し、市街地を由良川が流れる。JR山陰本線と舞鶴線が市内を横断し、道路は国道27号線が市内を縦断する。高速道路は舞鶴若狭自動車道と京都縦貫自動車道が交わる交通の要衝となっている。

### 名称
地名の由来
京都府綾部は古代には丹波国漢部（あやべ）郷と呼ばれ、「綾部」（あやべ）は、江戸時代初期までは「漢部」（あやべ）と記されていた。
古代には綾織りを職とする漢部（あやべ）が居住していたとことに由来する。
漢部は朝鮮半島から渡来した漢氏（あやうじ）が支配した部（べ）であった。

## 地理

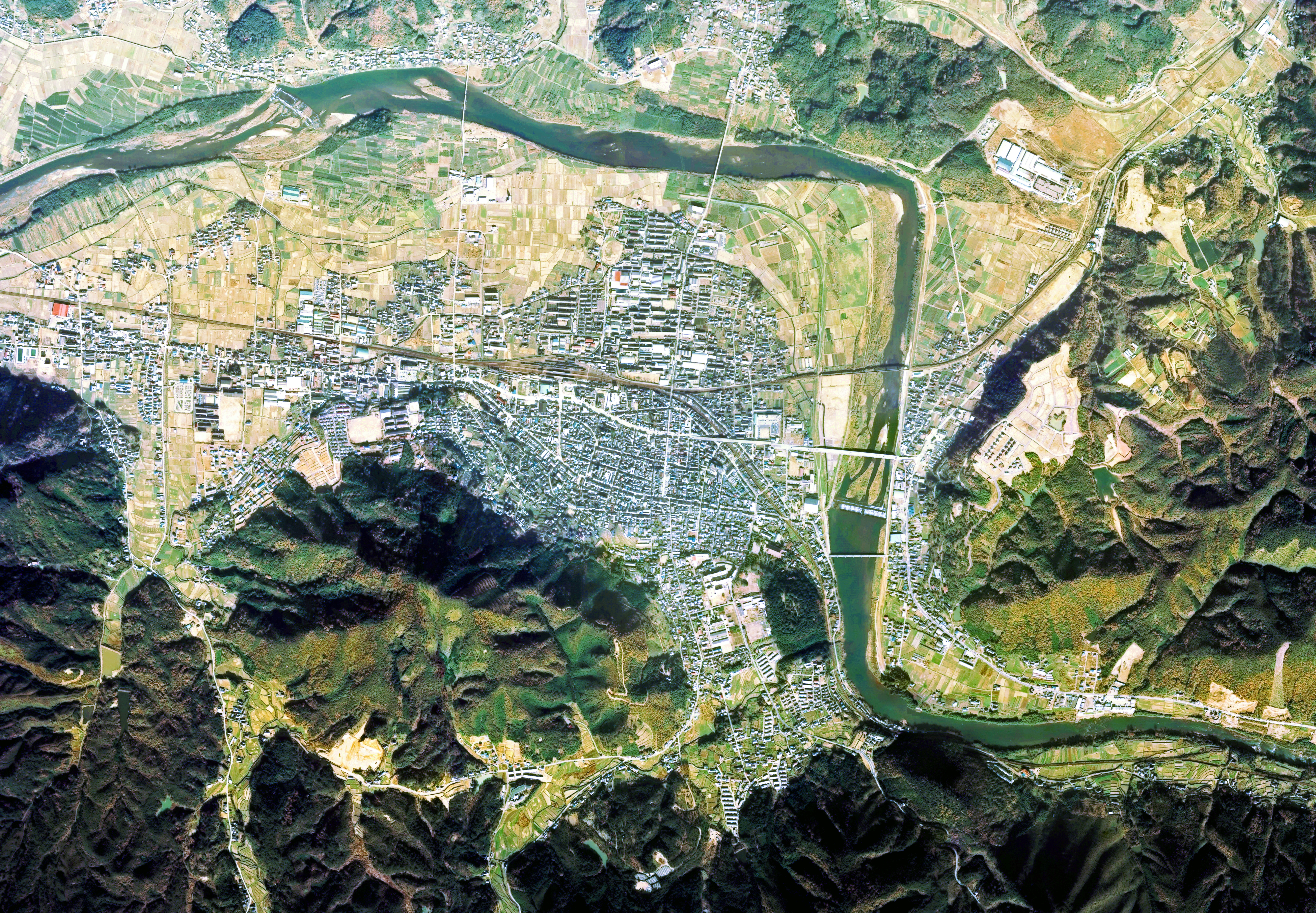
綾部市中心部周辺の空中写真。1975年撮影の8枚を合成作成。。

### 位置
- 位置：東経135°16′ 北緯35°18′
- 面積：347.11km2（東西32km南北15km）

### 地形

#### 山岳
主な山
- 丹波高地
  - 頭巾山
  - 弥仙山
  - 君尾山
  - 藤山
  - 四尾山
  - 空山
  - 高城山

主な峠
- 逆峠
- 菅坂峠
- 黒石峠
- 洞峠
- 小呂峠
- 横峠
- 登尾峠

#### 河川
主な川
- 由良川
- 上林川
- 八田川
- 犀川

#### 土地
- 福知山盆地

### 気候
日本海側気候で、豪雪地帯でもある。
- 平均気温14.8℃
- 最高気温36.1℃
- 最低気温-3.5℃

| 睦寄（1991年 - 2020年）の気候      | 睦寄（1991年 - 2020年）の気候 | 睦寄（1991年 - 2020年）の気候 | 睦寄（1991年 - 2020年）の気候 | 睦寄（1991年 - 2020年）の気候 | 睦寄（1991年 - 2020年）の気候 | 睦寄（1991年 - 2020年）の気候 | 睦寄（1991年 - 2020年）の気候 | 睦寄（1991年 - 2020年）の気候 | 睦寄（1991年 - 2020年）の気候 | 睦寄（1991年 - 2020年）の気候 | 睦寄（1991年 - 2020年）の気候 | 睦寄（1991年 - 2020年）の気候 | 睦寄（1991年 - 2020年）の気候 |
| 月                                 | 1月                           | 2月                           | 3月                           | 4月                           | 5月                           | 6月                           | 7月                           | 8月                           | 9月                           | 10月                          | 11月                          | 12月                          | 年                            |
| ---------------------------------- | ----------------------------- | ----------------------------- | ----------------------------- | ----------------------------- | ----------------------------- | ----------------------------- | ----------------------------- | ----------------------------- | ----------------------------- | ----------------------------- | ----------------------------- | ----------------------------- | ----------------------------- |
| 降水量 mm （inch）                 | 190.6 (7.504)                 | 154.8 (6.094)                 | 153.0 (6.024)                 | 115.2 (4.535)                 | 141.8 (5.583)                 | 152.9 (6.02)                  | 196.1 (7.72)                  | 148.8 (5.858)                 | 229.5 (9.035)                 | 189.6 (7.465)                 | 140.5 (5.531)                 | 170.2 (6.701)                 | 1,983.1 (78.075)              |
| 平均降水日数 （≥1.0 mm）           | 20.2                          | 17.4                          | 16.4                          | 12.2                          | 11.1                          | 12.1                          | 13.3                          | 10.1                          | 13.3                          | 12.6                          | 13.8                          | 17.9                          | 170.6                         |
| 出典1：Japan Meteorological Agency |                               |                               |                               |                               |                               |                               |                               |                               |                               |                               |                               |                               |                               |
| 出典2：気象庁                      |                               |                               |                               |                               |                               |                               |                               |                               |                               |                               |                               |                               |                               |

### 地域
市の東部は山間部であり、人口は市の南西部に集中している。

#### 行政区画
綾部地区
- 旧綾部町。市の南西部。市役所があり、市の人口の3分の1はこの地域に在住している。地区の東部では国道27号から国道173号が分岐する。近年では人口が減少している。2007年の人口は12880人[2]。綾部小学校区。大本聖地。

中筋地区
- 旧中筋村。市の南西部。綾部高校本校がある。かつては田園地帯が広がっていたが、その後宅地化が進み、人口が急増した。2007年の人口は6173人[2]。ただし、地区の南部には今でも自然が残っている。中筋小学校区。

吉美地区
- 旧吉美村。市の西部。綾部ICや、綾部工業団地などがある。2000年にあやべ桜ヶ丘団地が分譲されてから、人口が急増（2007年現在、地域の人口の半数弱は桜ヶ丘の住民）。2007年の人口は2367人[2]。同地区高倉町の高倉神社には平氏追討の令旨を出した高倉宮以仁王が祀られ、同地区里町には以仁王が落命した地との伝説も残る。また、キミレンジャーというローカルヒーローがいる。吉美小学校区。

西八田地区
- 旧西八田村。市の中央部の南北に長い地域。南部を国道27号及び舞鶴線が走る。国道沿いを中心に開発が進んでいる。舞鶴若狭自動車道と京都縦貫自動車道が交わる綾部JCTがある。2007年の人口は1796人[2]。西八田小学校区。

東八田地区
- 旧東八田村。市の北部。国道27号及び舞鶴線が南北を貫いている。足利尊氏生誕地としての伝説が残る安国寺や、黒谷和紙で有名な黒谷はこの地域。2007年の人口は2319人[2]。東八田小学校区。

山家地区
- 旧山家村。市の東部。由良川沿いを国道27号及び山陰本線が走る。2007年の人口は1757人[2]。伝統のやな漁体験ができるほか、江戸時代には山家藩1万石を治めた谷氏の居城・山家城がある。東綾小学校区。

口上林地区
- 旧口上林村。市の東部。2007年の人口は813人[2]。東綾小学校区。

豊里地区
- 旧豊里村及び佐賀村。市の西部。2007年の人口は4350人[2]。豊里小学校区。

物部地区
- 旧物部村。市の北西部。2007年の人口は1870人[2]。物部小学校区。

志賀郷地区
- 旧志賀村。市の北西部。2007年の人口は1455人[2]。志賀小学校区。

中上林地区
- 旧中上林村。市の東部。市の東部地区の中心。2007年の人口は1406人[2]。上林小学校区。

奥上林地区
- 旧奥上林村。市の東部。あやべ温泉や、国宝の光明寺二王門はこの地域にある。市街地から遠いからか、市内でも過疎化が早く進んだ。2007年の人口は682人[2]。上林小学校区。京都丹波高原国定公園の区域に該当。

### 人口
平成22年国勢調査より前回調査からの人口増減をみると、5.05％減の35,849人であり、増減率は府下26市町村中17位、36行政区域中27位。
| |                                        |  |
| 綾部市と全国の年齢別人口分布（2005年） | 綾部市の年齢・男女別人口分布（2005年） |  |
| ■紫色 ― 綾部市 ■緑色 ― 日本全国 | ■青色 ― 男性 ■赤色 ― 女性              |  |
| 綾部市（に相当する地域）の人口の推移 \| 1970年（昭和45年） \| 44,983人 \| \| \| 1975年（昭和50年） \| 43,490人 \| \| \| 1980年（昭和55年） \| 42,552人 \| \| \| 1985年（昭和60年） \| 41,903人 \| \| \| 1990年（平成2年） \| 40,595人 \| \| \| 1995年（平成7年） \| 39,981人 \| \| \| 2000年（平成12年） \| 38,881人 \| \| \| 2005年（平成17年） \| 37,755人 \| \| \| 2010年（平成22年） \| 35,836人 \| \| \| 2015年（平成27年） \| 33,821人 \| \| \| 2020年（令和2年） \| 31,846人 \| \| |                                        |  |
| 総務省統計局 国勢調査より |                                        |  |
| 1970年（昭和45年） | 44,983人                               |  |
| 1975年（昭和50年） | 43,490人                               |  |
| 1980年（昭和55年） | 42,552人                               |  |
| 1985年（昭和60年） | 41,903人                               |  |
| 1990年（平成2年） | 40,595人                               |  |
| 1995年（平成7年） | 39,981人                               |  |
| 2000年（平成12年） | 38,881人                               |  |
| 2005年（平成17年） | 37,755人                               |  |
| 2010年（平成22年） | 35,836人                               |  |
| 2015年（平成27年） | 33,821人                               |  |
| 2020年（令和2年） | 31,846人                               |  |

### 隣接自治体
京都府
- 舞鶴市
- 福知山市
- 南丹市
- 船井郡：京丹波町

福井県
- 大飯郡：おおい町
- 大飯郡：高浜町

## 歴史
「綾部市史」の年表によれば、雄略天皇16年、「桑に適する国境に桑を植え秦氏（はたし）を移住させて庸調を献じさせる」「漢部を集めて其伴造（とものみやつこ）を定め直（あたい）を賜う」と日本書紀に見られるとされる。

### 古代
平安時代には隣接する福知山市とともに荘園が多く存在していた。

### 中世
鎌倉時代、宮将軍に従って東下した綾部市上杉の公家・上杉重房がいた。
この一族は武家化して足利尊氏の親族となり栄え、市域にあたる丹波八田郷上杉は尊氏の出生地とも考えられている。
足利将軍家により丹波国の安国寺利生塔である安国寺が置かれた。
南北朝、室町時代には、新田氏一族の江田氏が綾部城を築く。

### 近世
- 江戸時代には水軍で有名な九鬼氏の2万石綾部藩、谷氏の山家藩1万石とその分家（旗本）の十倉領、梅迫領、上杉領、藤掛氏の上林領が成立した。

### 近代
- 1889年（明治22年）– 明治の大合併により、現在の綾部市域には、何鹿郡綾部町、中筋村、吉美村、西八田村、東八田村、山家村、口上林村、以久田村、小畑村、物部村、志賀郷村、中上林村、奥上林村、佐賀村が発足。
- 1892年（明治25年） – 綾部町に住む出口なおが神懸かりし、新宗教大本の原型が誕生する[3]。
- 1896年（明治29年） – 郡是製絲株式會社が設立される。

昭和時代（戦前）
- 1936年（昭和16年） – 第二次大本事件で大本教団土地を綾部町が購入、教団全施設破壊[4]。
- 1945年（昭和20年）– ポツダム宣言受諾。綾部町、第二次大本事件で入手した土地所有権を大本に返還[5]。

### 現代
昭和時代（戦後）
- 1949年（昭和24年）– 以久田村が小畑村を編入のうえ改称し、豊里村となる。
- 1950年（昭和25年）
  - 8月1日 – 何鹿郡綾部町、中筋村、吉美村、西八田村、東八田村、山家村、口上林村が合併し、市制施行。
  - 10月14日 – その後各自治体に広がる世界連邦都市宣言第1号となる[6][7]。
- 1951年（昭和26年）11月13日 - 市内に昭和天皇の戦後巡幸。郡是製糸工場などを視察[8]。
- 1955年（昭和30年）4月10日 – 何鹿郡豊里村、物部村、志賀郷村、中上林村、奥上林村を合併。農林省から｢新農村建設計画｣の指定を受ける[9]。
- 1956年（昭和31年）9月30日 – 何鹿郡佐賀村の東部（石原・小貝および私市の一部）を合併（西部は福知山市へ。これにより何鹿郡が消滅）。
- 1957年（昭和32年）1月10日 - 市役所本庁舎竣工。「綾部市歌」を制定。

## 政治

### 行政

#### 市長
- 市長：山崎善也（2010年2月1日就任、3期目）

歴代市長
特記なき場合「平成17年版あやべ統計書」による。
| 代 | 氏名       | 就任                     | 退任                   | 備考 |
| -- | ---------- | ------------------------ | ---------------------- | ---- |
| 1  | 長岡誠     | 1950年（昭和25年）9月    | 1961年（昭和36年）12月 |      |
| 2  | 志賀清六   | 1962年（昭和37年）2月    | 1970年（昭和45年）1月  |      |
| 3  | 羽室清     | 1970年（昭和45年）2月    | 1982年（昭和57年）1月  |      |
| 4  | 谷口昭二   | 1982年（昭和57年）2月    | 1998年（平成10年）1月  |      |
| 5  | 四方八洲男 | 1998年（平成10年）2月    | 2010年（平成22年）1月  |      |
| 6  | 山崎善也   | 2010年（平成22年）2月1日 | 現職                   |      |

## 出先機関・施設

### 国家機関

#### 厚生労働省
- 京都労働局 福知山公共職業安定所 綾部出張所（ハローワーク綾部）

#### 農林水産省
- 農業・食品産業技術総合研究機構（農研機構）管理本部（西日本管理部綾部事業場）[12]
- 農研機構西日本農業研究センター 綾部研究拠点

#### 府政機関
- 京都府中丹広域振興局 綾部総合庁舎
- 京都府中丹東土木事務所
- 京都府総合教育センター 北部研修所
- 京都府中丹教育局
- 京都府農林水産技術センター畜産センター

### 施設

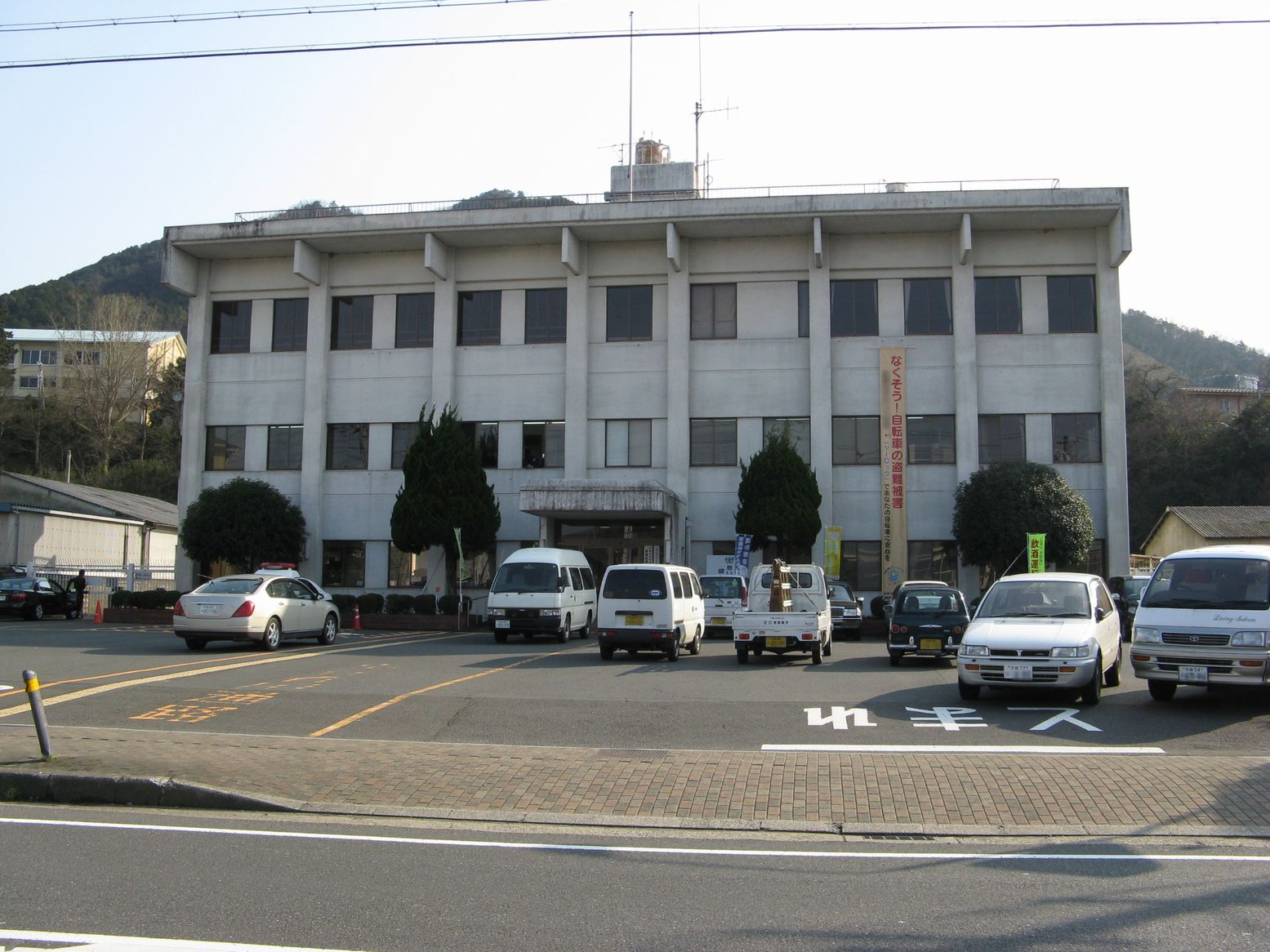
京都府綾部警察署

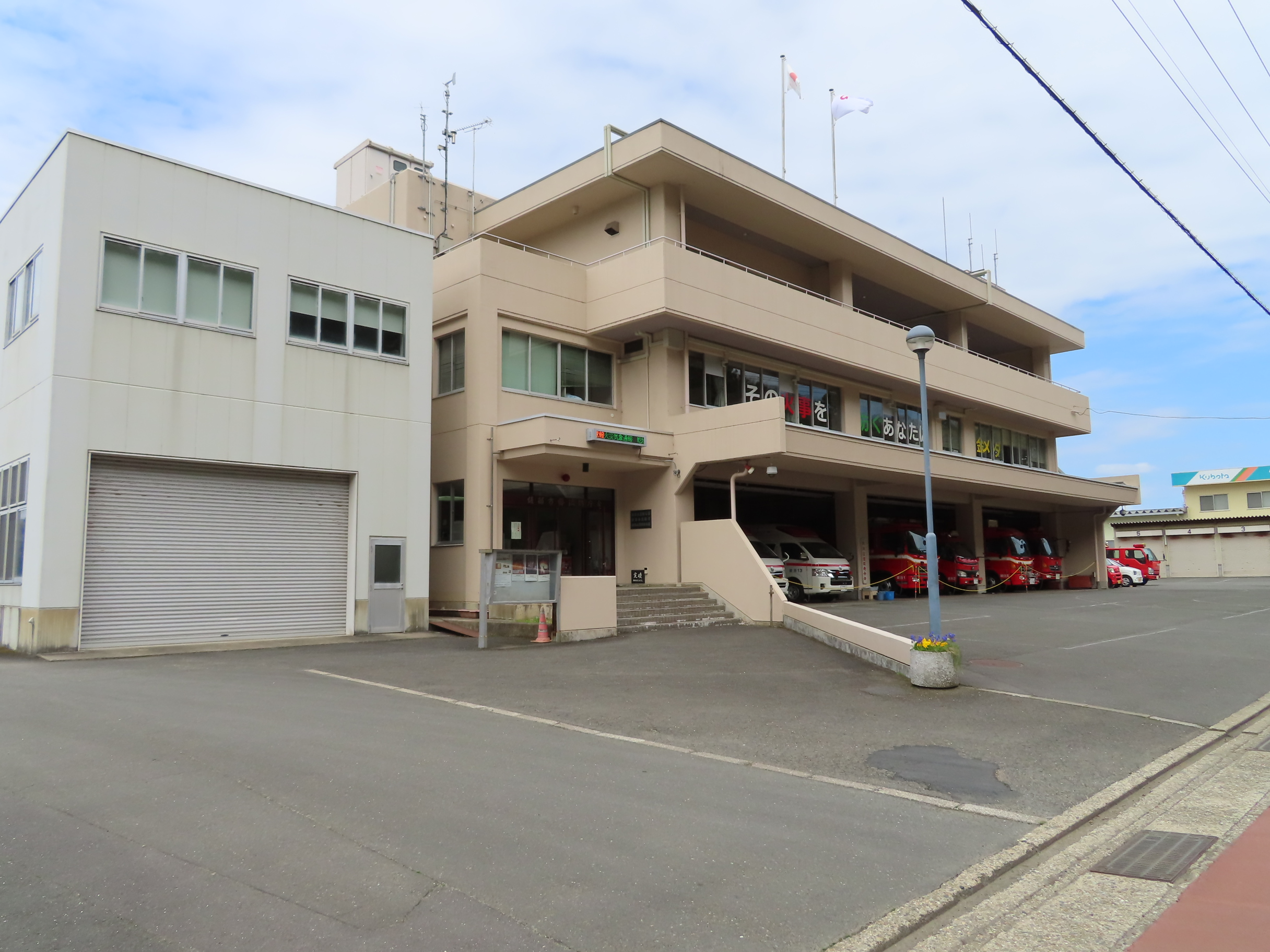
綾部市消防本部

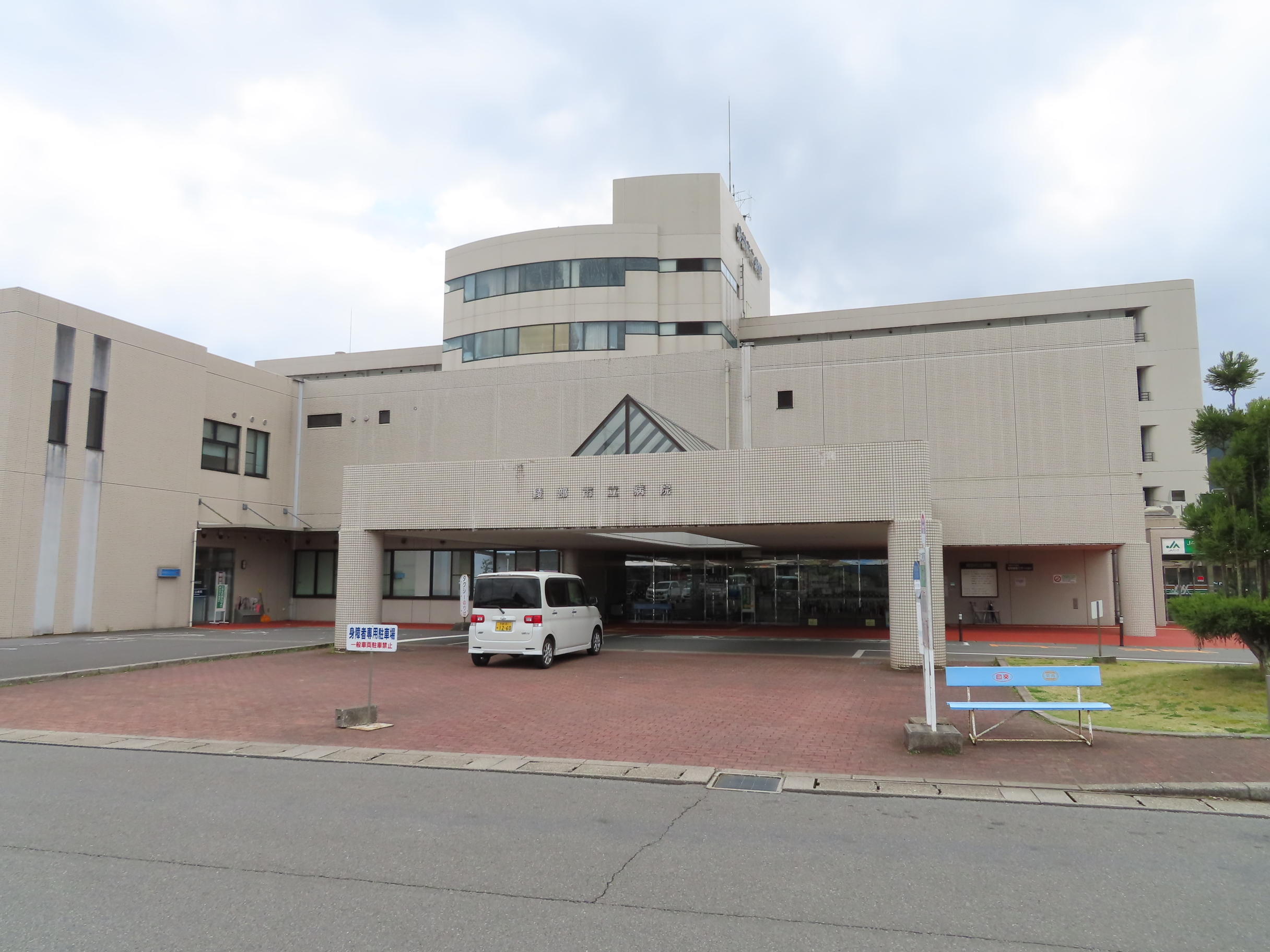
綾部市立病院

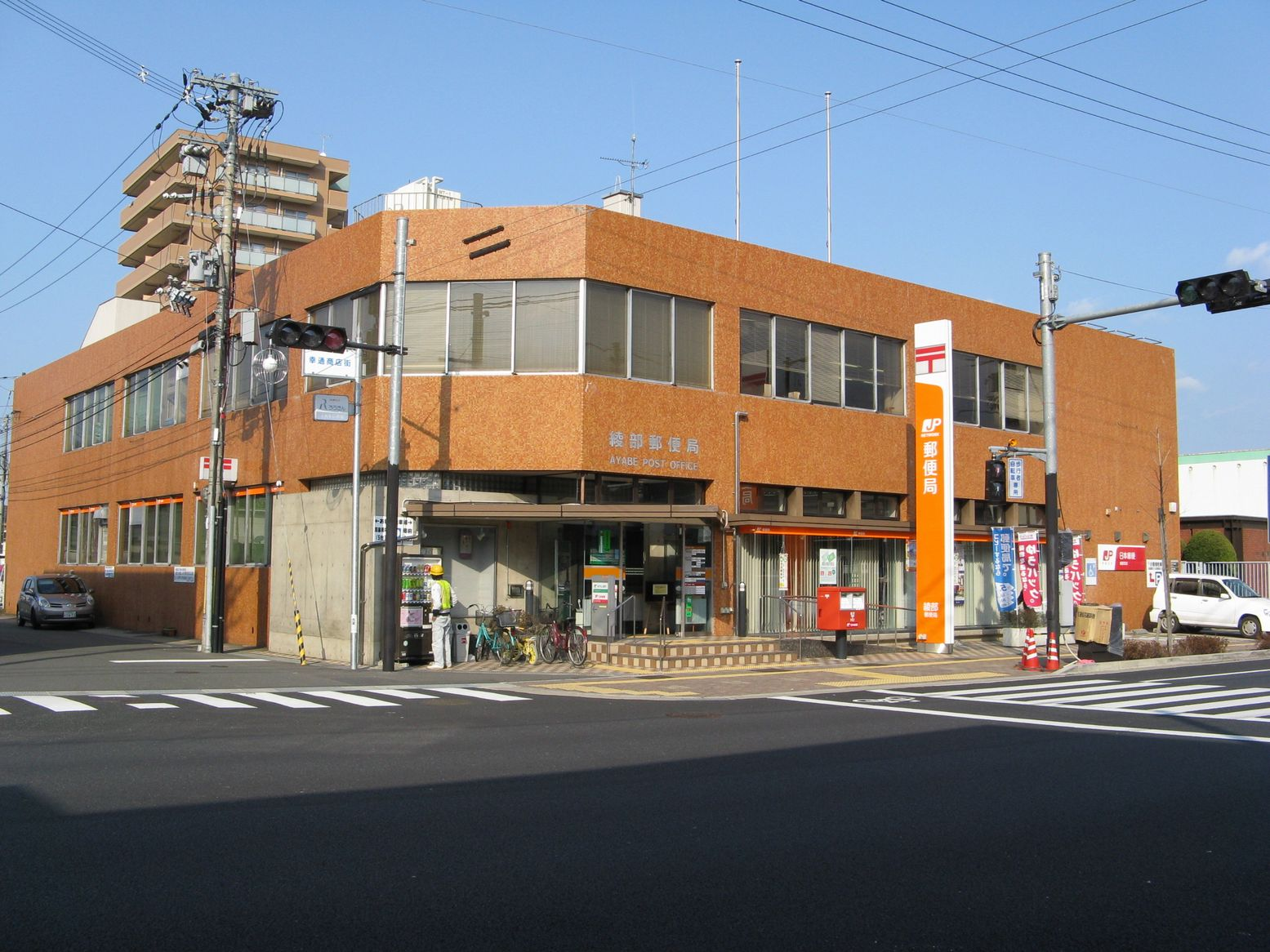
綾部郵便局

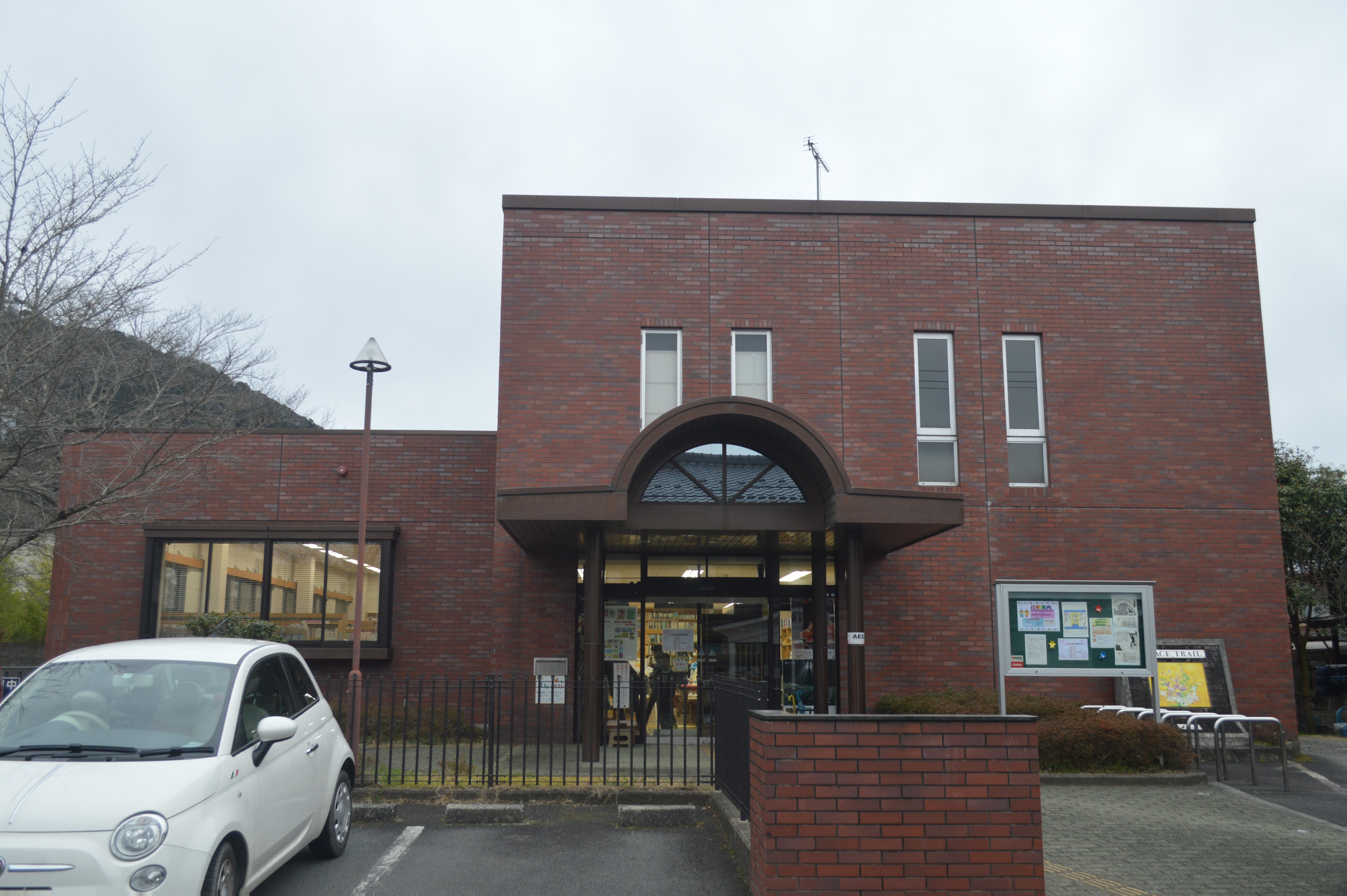
綾部市図書館

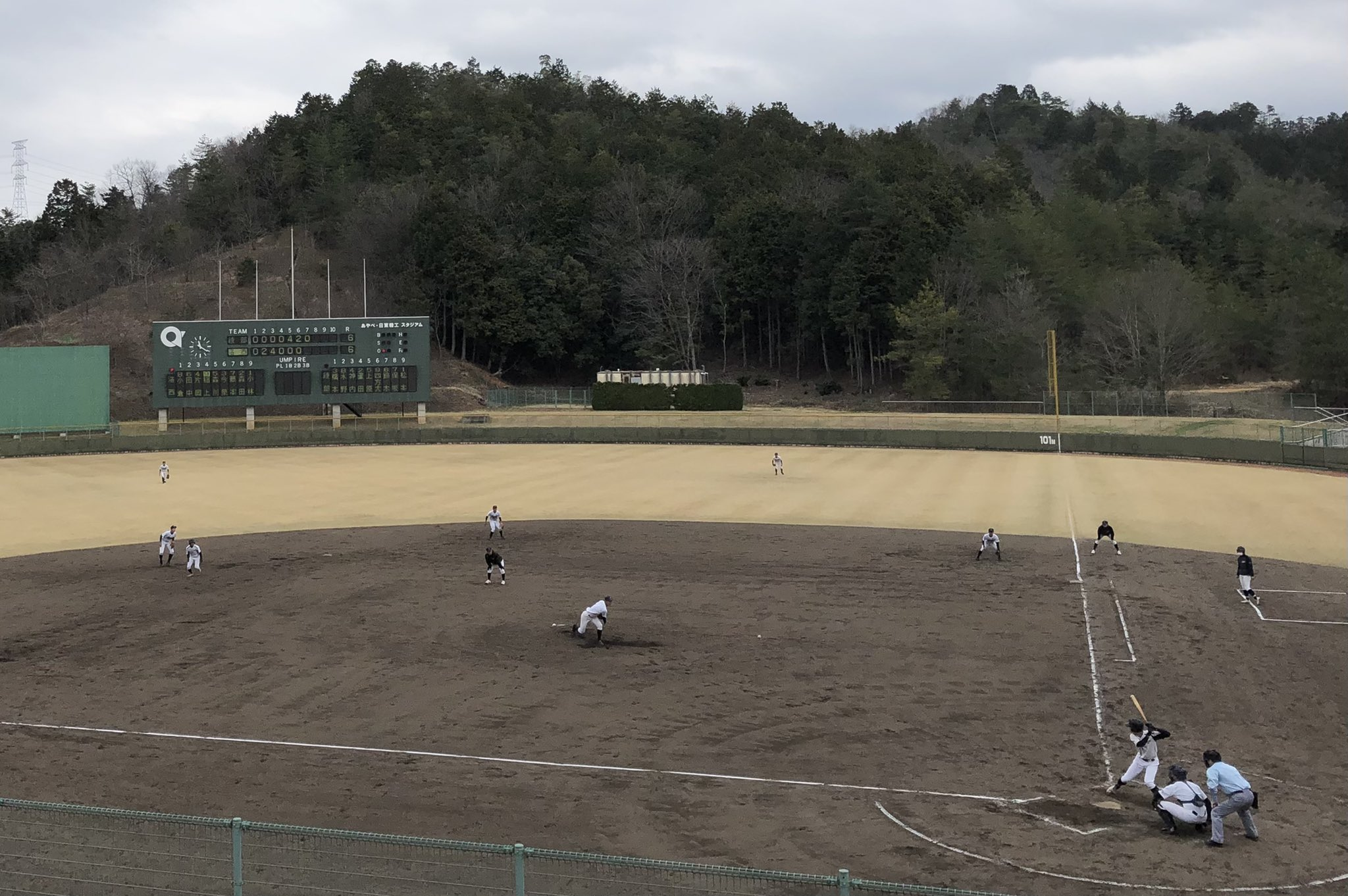
あやべ球場

#### 警察
警察署
- 京都府綾部警察署

交番
- 綾部駅前交番（綾部市駅前通）
- 渕垣交番（綾部市渕垣町）

駐在所
- 上林駐在所（綾部市八津合町）
- 上杉駐在所（綾部市上杉町）
- 山家駐在所（綾部市鷹栖町）
- 豊里駐在所（綾部市豊里町）
- 物部駐在所（綾部市物部町）

#### 消防
本部
- 綾部市消防本部

消防署
- 綾部市消防署（綾部市味方町アミダジ20-2）

出張所
- 上林出張所（綾部市八津合町上荒木5）

#### 医療・福祉
主な病院
- 綾部市立病院
- 京都協立病院
- 綾部ルネス病院

#### 郵便局
郵便番号は以下のとおりになっている。2007年3月19日に変更された。
主な郵便局
- 綾部郵便局：623-00・623-02・623-03・629-12
- 梅迫郵便局：623-01
- 八津合郵便局：623-11

#### 文化施設
図書館
- 綾部市図書館

#### 運動施設
- 綾部市総合運動公園
  - あやべ・日東精工スタジアム（あやべ球場）
  - 上杉体育館（第1・第2）
  - 綾部市弓道場
- あやべ・日東精工アリーナ（綾部市市民センター）
- 綾部市民グラウンド
- 綾部市東部グランド
- 綾部市中部グラウンド
- 綾部市西部グラウンド
- 綾部市田野グラウンド
- 綾部市淵垣グラウンド
- 高倉公園
- 丸山スポーツ公園

## 対外関係

### 姉妹都市・提携都市

#### 国内
提携都市
| 都市名        | 都道府県             | 地方名     | 提携年月日                |
| ------------- | -------------------- | ---------- | ------------------------- |
| 向日市        | 京都府               | 近畿地方   | 2004年（平成16年）2月16日 |
| 田辺市        | 和歌山県             | 近畿地方   | 2008年（平成20年）2月23日 |
| 笠間市        | 茨城県               | 関東地方   | 2008年（平成20年）2月23日 |
| 紋別郡 遠軽町 | オホーツク総合振興局 | 北海道地方 | 2008年（平成20年）2月23日 |

#### 海外
姉妹都市
| 都市名     | 国名 | 地域名                      | 提携年月日               |
| ---------- | ---- | --------------------------- | ------------------------ |
| エルサレム |      | エルサレム地区 エルサレム県 | 2000年（平成12年）2月9日 |

友好都市
| 都市名 | 国名           | 地域名 | 提携年月日                |
| ------ | -------------- | ------ | ------------------------- |
| 常熟市 | 中華人民共和国 | 江蘇省 | 1989年（平成元年）5月12日 |

## 経済

### 第一次産業

#### 農業
- 農家数3,555戸（専業584、第1種兼業207、第2種兼業1,497、自給的農家1,267）
- 農家人口12,501人（男6,052、女6,449）（2002年）

農業協同組合
- 京都丹の国農業協同組合（JA京都にのくに）

### 第二次産業

#### 工業
高速道路の整備によって、京都府綾部工業団地（京都府担当分、20社）および綾部市工業団地（綾部市担当分）が完成。京セラの新工場が話題。
- 綾部工業団地の年間製造品出荷額は497億1,922万円、従業者数は1,773人（16年3月末）。

- 事業所数129
- 従業者数4,950人

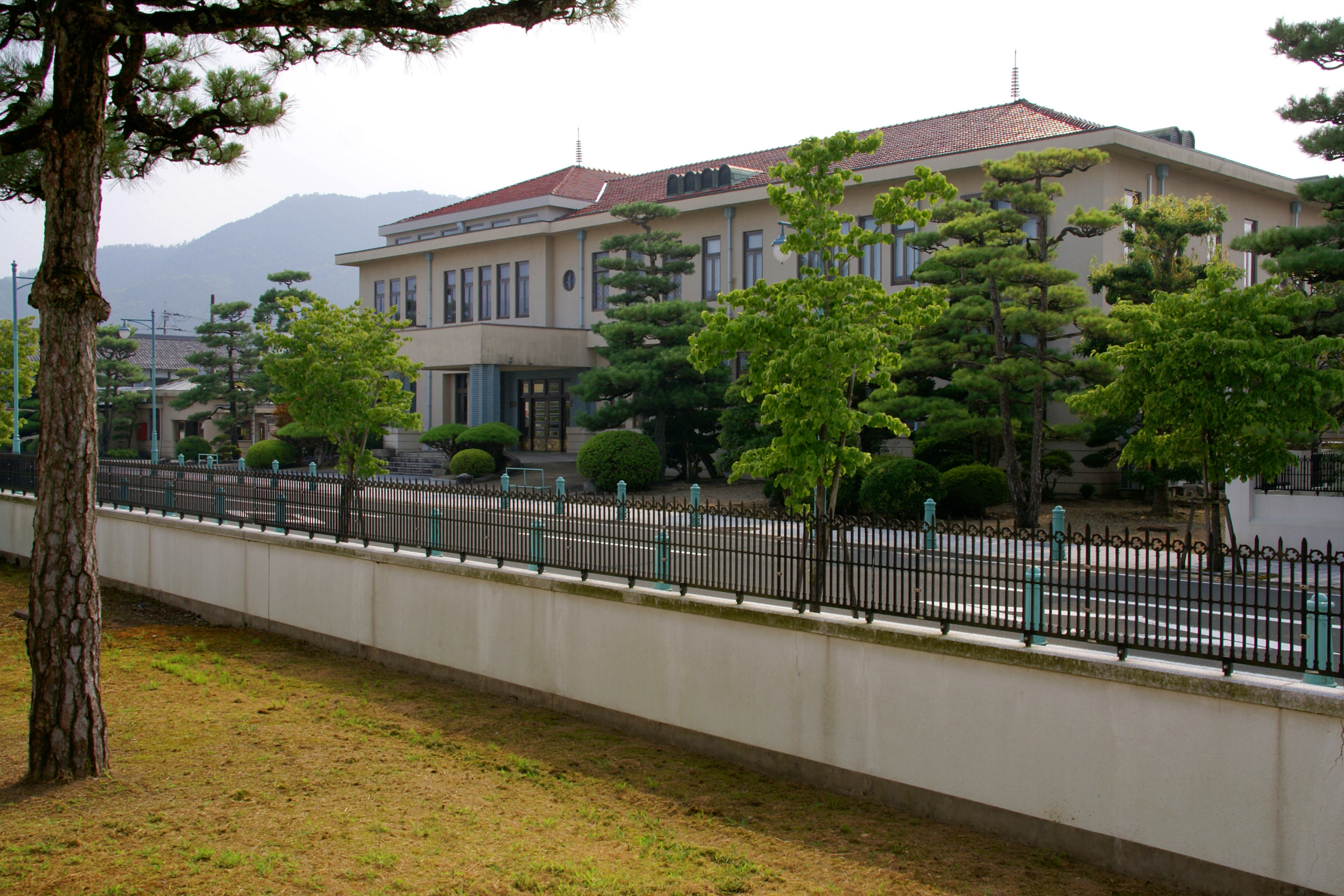
グンゼ本社

- 製造品出荷額等9,788,444万円（2002年）

### 第三次産業

#### 商業
- 商店数560（卸売業57、小売業503）
- 従業者数2,742人（卸売業323、小売業2,419）
- 年間商品販売額等4,759,980万円（2002年）

### 金融機関
- 京都北都信用金庫（旧綾部信用金庫）
- 京都銀行綾部支店

### 綾部市に拠点を置く主な企業
事業所数　2,009 従業者数　15,377人
綾部市はグンゼ発祥の地として知られているが、近年でも工業団地を造成し、企業誘致に熱心である。
- 東証プライム（旧一部）上場企業
  - グンゼ株式会社（青野町）
  - 日東精工株式会社（井倉町）
  - オムロン株式会社 綾部事業所（中山町）
  - 京セラ株式会社 京都綾部工場（味方町）
  - 住友理工ホーステックス株式会社（とよさか町）
  - カルビー株式会社 京都工場（とよさか町）
  - 三ツ星ベルト 綾部事業所（城山町）
  - 日本通運株式会社 綾部物流センター（桜が丘3丁目）
  - 福山通運株式会社 綾部営業所（桜が丘3丁目）
  - 株式会社関西丸和ロジスティックス アズコムロジスティックス綾部（桜が丘3丁目）
- その他
  - サント機工株式会社（井倉新町）
  - タマヤ株式会社（青野町）
  - 大槻ポンプ工業株式会社（本町7丁目）
  - 株式会社アカツキ製作所（井倉新町）
  - 株式会社片山化学工業研究所 綾部工場（とよさか町）
  - 国産部品工業株式会社（城山町）
  - 日東公進株式会社（城山町）
  - 株式会社堀内機械 京都工場（城山町）
  - 日東薬品工業株式会社 綾部工場（とよさか町）
  - 福田工業株式会社 京都工場（城山町）
  - 株式会社本田味噌本店 綾部工場（とよさか町）
  - カワイ電線株式会社 京都工場（とよさか町）
  - 株式会社関西ダイエットクック（城山町）
  - 舞鶴喜楽鉱業株式会社（物部町）

## 情報・生活

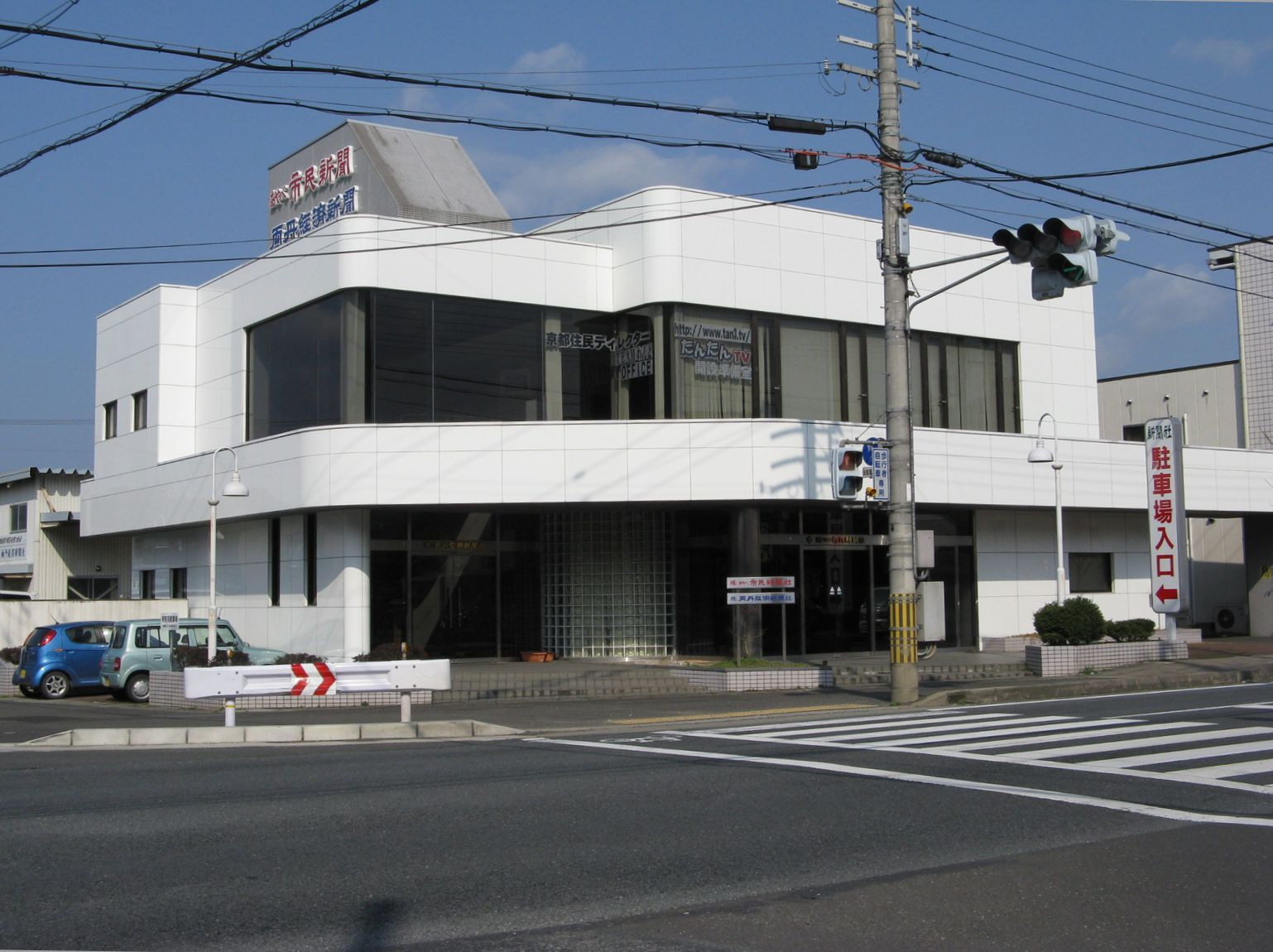
あやべ市民新聞

### マスメディア

#### 新聞社
- あやべ市民新聞
- 北近畿経済新聞

#### 放送局
ラジオ放送
- FMいかる（綾部市/エフエムあやべ）

### ライフライン

#### 電力
- 関西電力

#### ガス
- 大阪ガス

#### 上下水道
- 京都府営水道
- 綾部市上下水道部

#### 電信
- NTT西日本

## 教育・研究機関

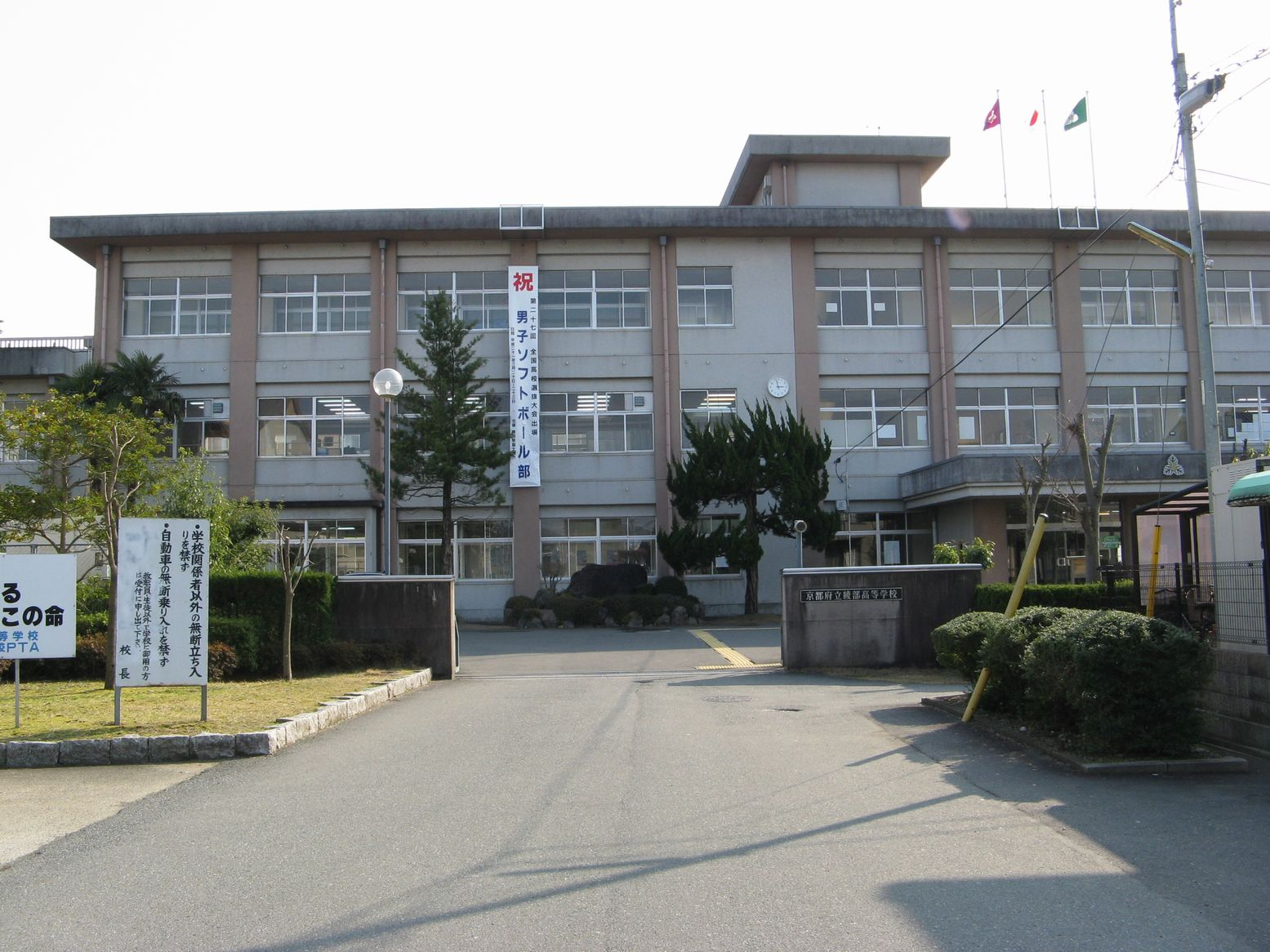
京都府立綾部高等学校

### 専修学校
府立
- 京都府立農業大学校（農業者研修教育施設）

### 高等学校
府立
- 京都府立綾部高等学校

### 中学校
市立
- 綾部市立綾部中学校
- 綾部市立上林中学校
- 綾部市立何北中学校
- 綾部市立東綾中学校
- 綾部市立豊里中学校
- 綾部市立八田中学校

### 小学校
市立
- 綾部市立綾部小学校
- 綾部市立上林小学校
- 綾部市立吉美小学校
- 綾部市立志賀小学校
- 綾部市立東綾小学校
- 綾部市立豊里小学校
- 綾部市立中筋小学校
- 綾部市立西八田小学校
- 綾部市立東八田小学校
- 綾部市立物部小学校

### 幼児教育

#### 幼稚園
市立
- 綾部市立綾部幼稚園
- 綾部市立八田幼稚園

## 交通

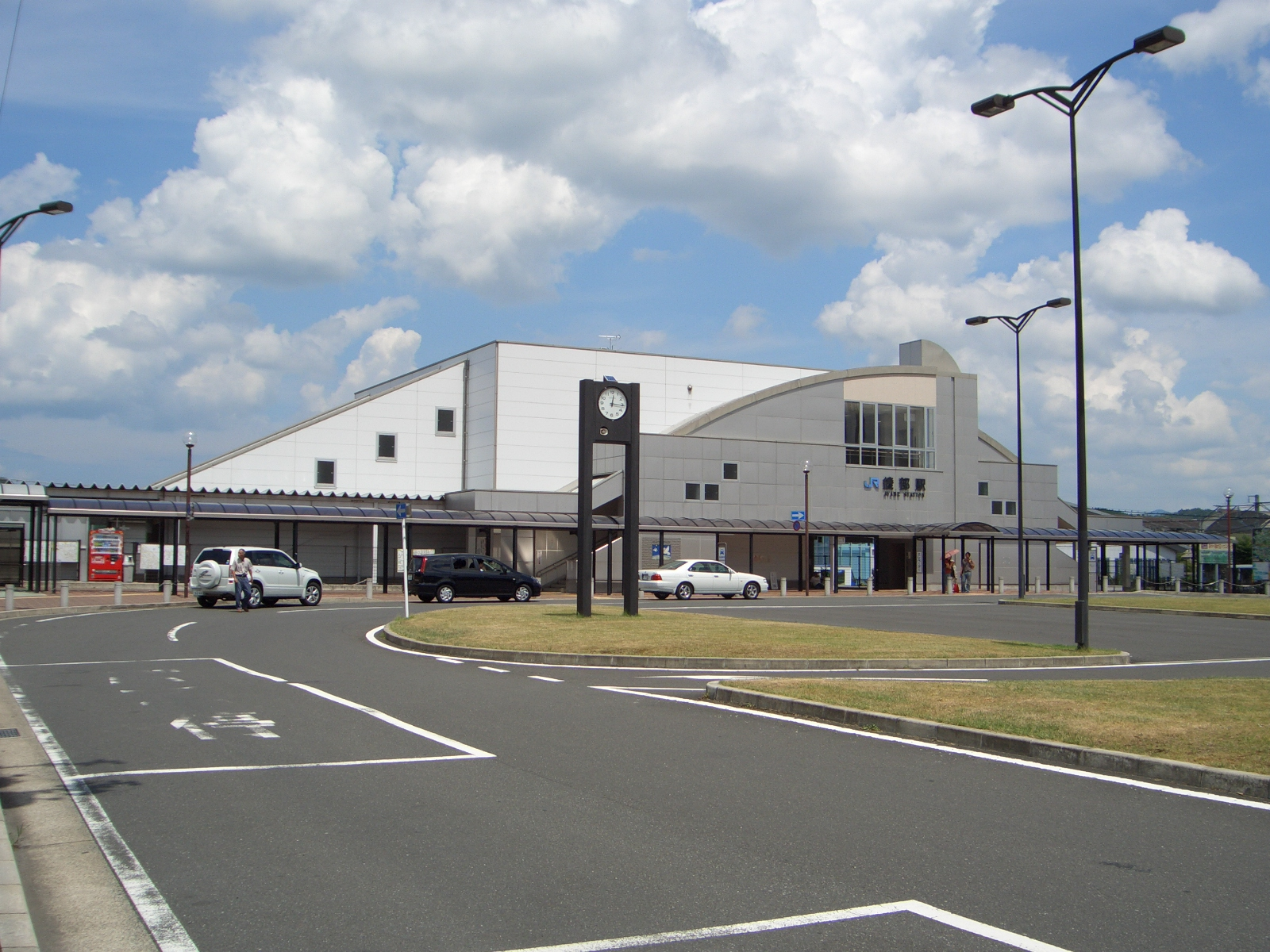
綾部駅

### 鉄道
市の中心となる駅：綾部駅

#### 鉄道路線
西日本旅客鉄道（JR西日本）
山陰本線 ：（京丹波町） - 山家駅 - 綾部駅 - 高津駅 - （福知山市）
舞鶴線 ：綾部駅 - 淵垣駅 - 梅迫駅 -（舞鶴市）

### バス

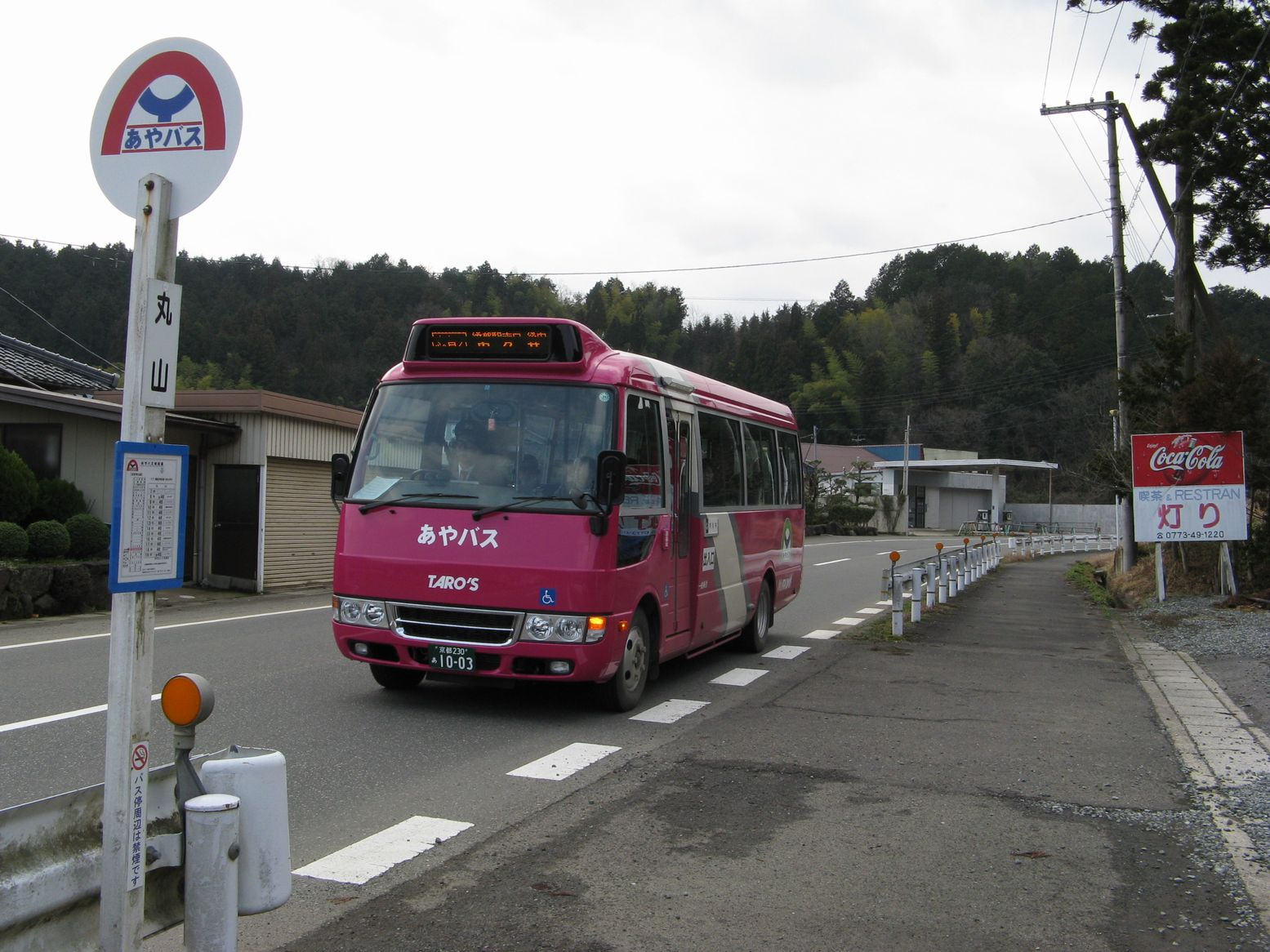
あやべ市民バス

#### 路線バス
- 京都交通
- 綾部市により、あやべ市民バスが運行されている。

### 道路

#### 高速道路
西日本高速道路（NEXCO西日本）

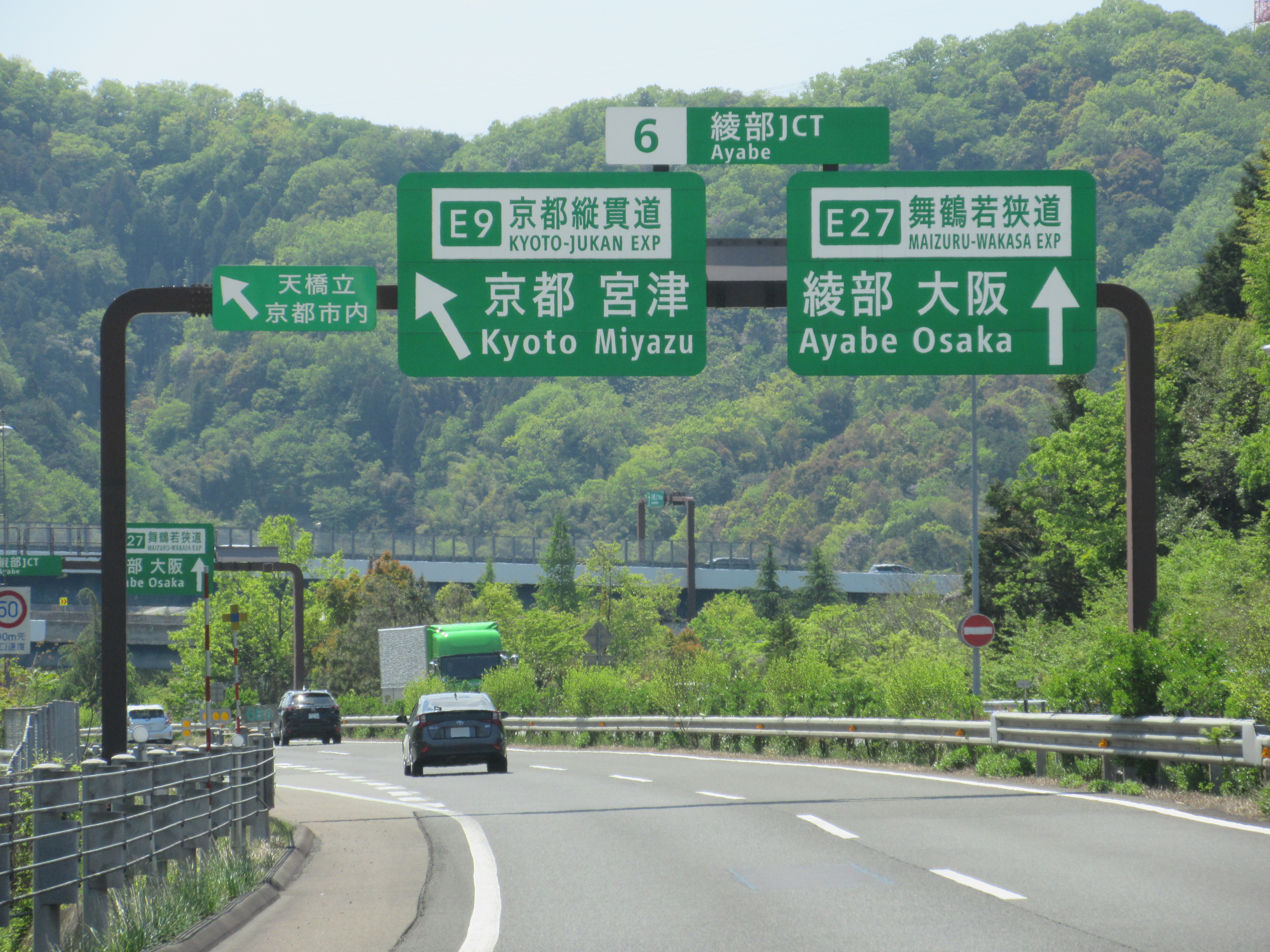
綾部JCT

- 舞鶴若狭自動車道：- 綾部IC - 綾部JCT - 綾部PA
- 京都縦貫自動車道（綾部宮津道路 丹波綾部道路）：（宮津市）- 綾部北TB -  綾部安国寺IC -

#### 国道
- 国道27号
- 国道173号
- 国道478号（京都縦貫自動車道）

#### 府道
主要地方道
- 京都府道1号小浜綾部線
- 京都府道8号福知山綾部線
- 京都府道9号綾部大江宮津線
- 京都府道34号綾部美山線
- 京都府道51号舞鶴和知線
- 京都府道74号舞鶴綾部福知山線
- 京都府道77号綾部インター線

一般府道
- 京都府道450号広野綾部線
- 京都府道481号上杉和知線
- 京都府道482号山家停車場線
- 京都府道483号安場田野線
- 京都府道484号淵垣上八田線
- 京都府道485号物部梅迫停車場線
- 京都府道486号篠田七百石線
- 京都府道487号老富舞鶴線
- 京都府道488号小貝豊里線
- 京都府道489号小西西坂線
- 京都府道490号物部西舞鶴線
- 京都府道491号金河内地頭線
- 京都府道492号私市大江線
- 京都府道493号西坂蓼原線
- 京都府道494号綾部大江線
- 京都府道522号三俣綾部線
- 京都府道709号中山綾部線
- 京都府道771号名田庄綾部線

#### その他の道路
- 中丹広域農道

## 観光

### 名所・旧跡
主な寺院・神社

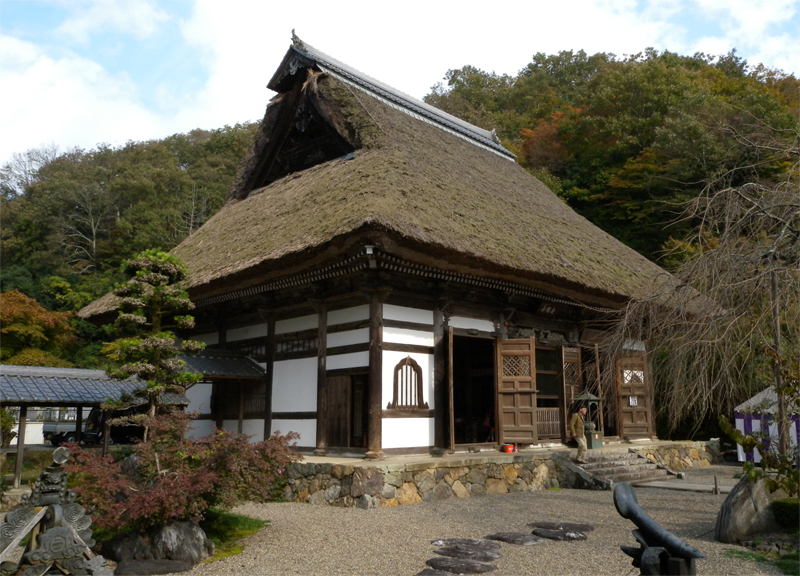
安国寺本堂

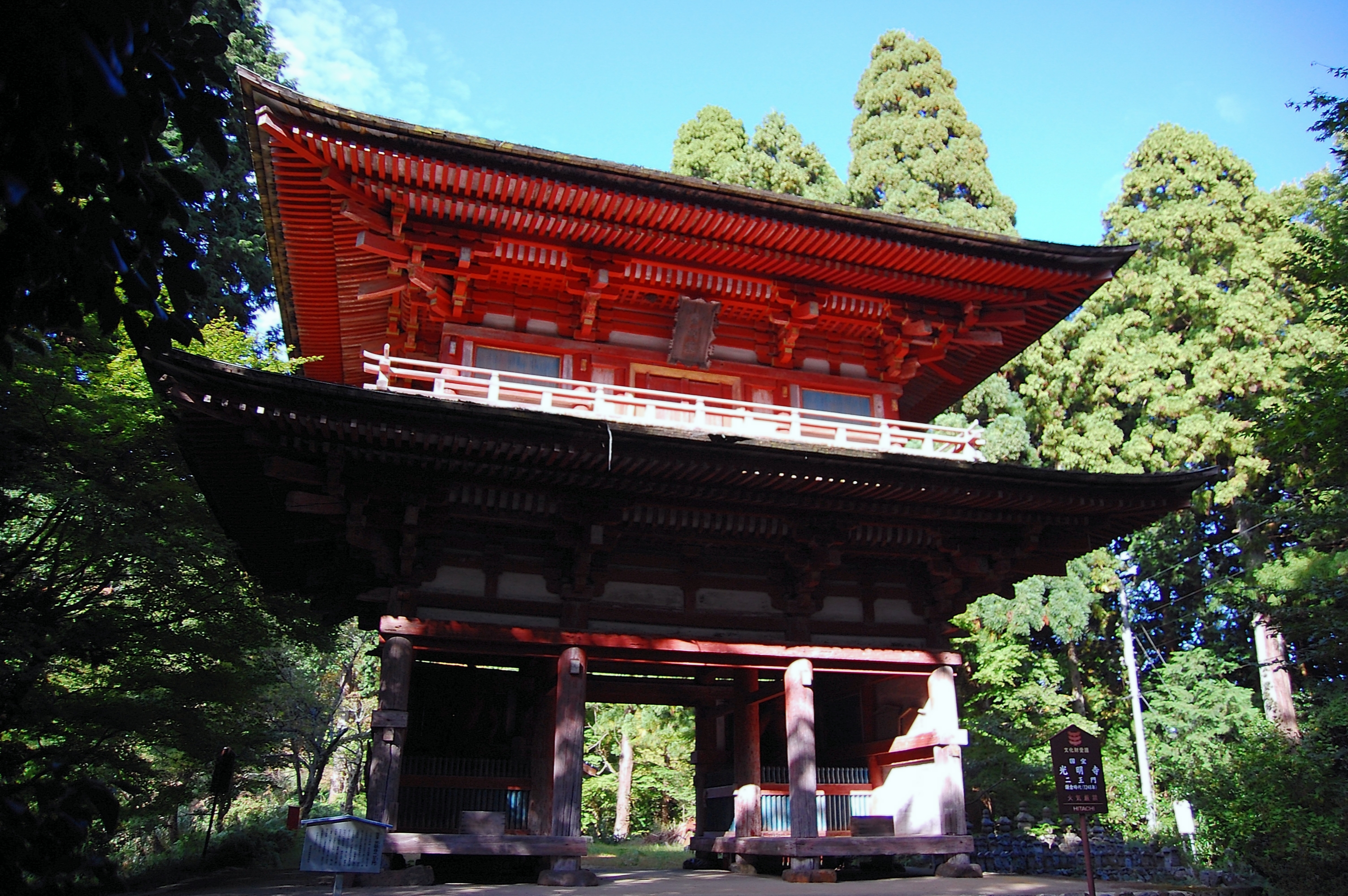
光明寺二王門

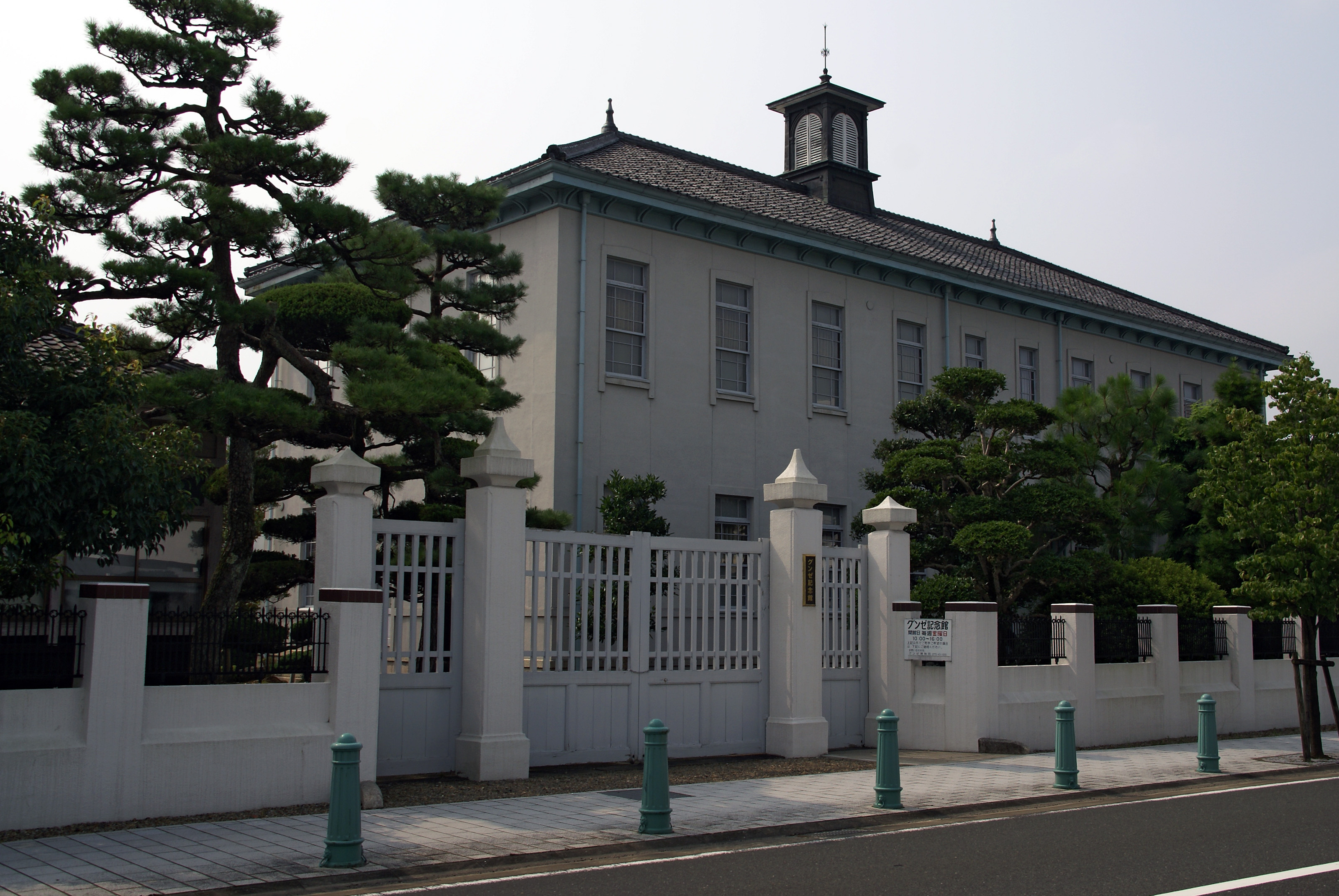
グンゼ記念館

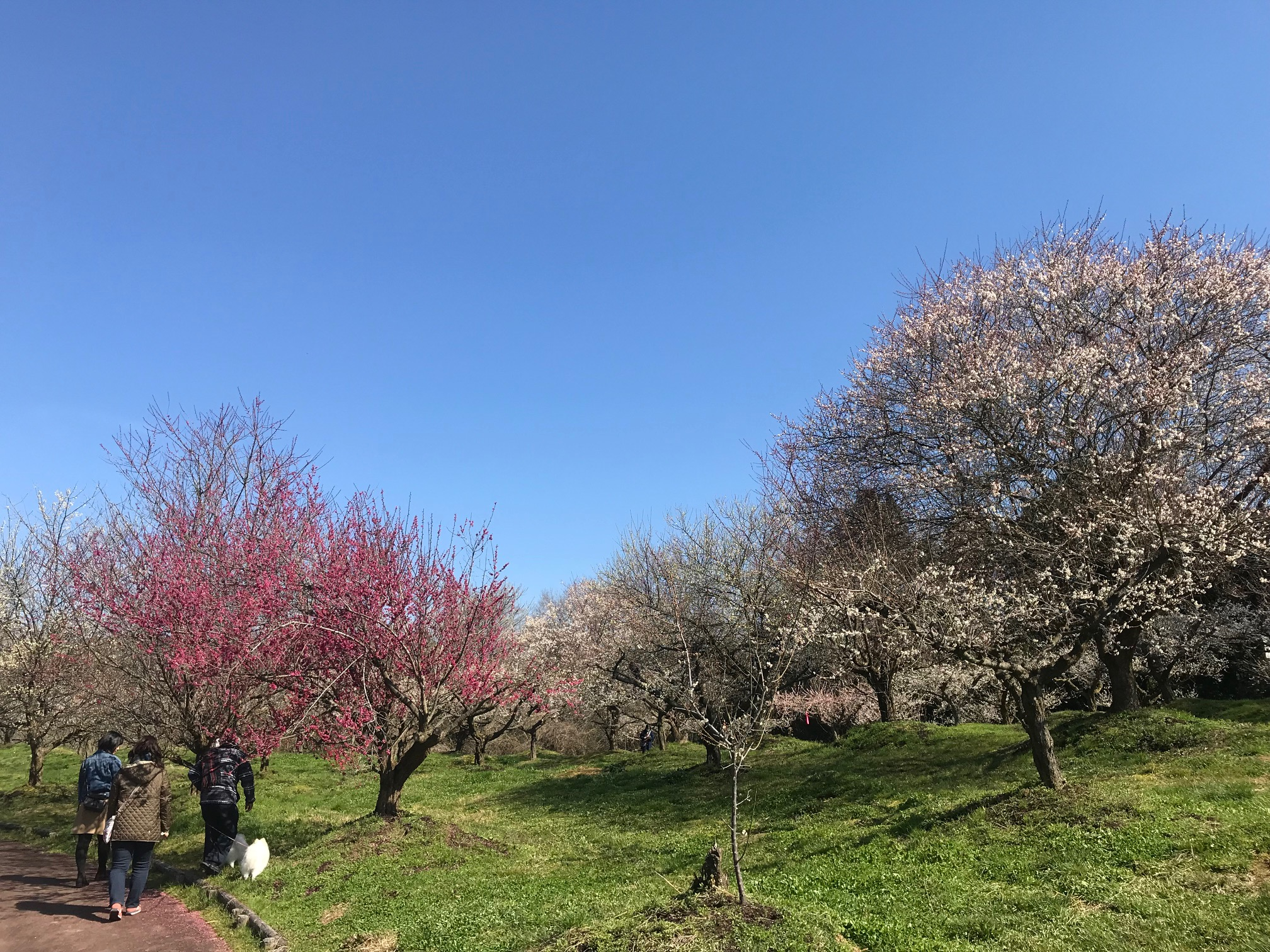
綾部市梅林公園

- 君尾山光明寺 – 睦寄町君尾。醍醐派（古義真言宗）。二王門は国宝、二王像も国指定重要文化財である。
- 南泉山照福寺 – 鷹栖町小丸山。妙心寺派。山家城主和久氏、谷氏の菩提寺[14][15]。
  - 含勝庭 – 照福寺庭園、国の名勝 (1970年9月17日指定)[16]。
  - 生々苑
  - 真観庭
- 景徳山安国寺（光福寺、丹波安国寺） – 諸国安国寺の筆頭、足利尊氏生誕地。臨済宗東福寺派
- 神宮山岩王寺（しゃくおうじ） – 七百石町寺ノ段。高野山真言宗（古義真言宗）。平安時代、空也による開創を伝える[17][18][19]
- 瑞應山隆興寺 – 神宮寺町上藤山（四尾山の東麓）。妙心寺派。綾部藩主九鬼家の菩提寺[20]
  - 本興稲荷神社[21]
  - 藤山天満宮[22]
- 羅漢山宝住寺 – 味方町井上寺48[23]
- 那智山正暦寺 - 寺町、高野山真言宗
- 塩岳山楞厳寺 - 館町、高野山真言宗

主な城郭・館
- 九鬼氏の綾部陣屋
- 谷氏の山家陣屋
- 藤掛氏の上林陣屋。

主な遺跡
- 私市円山古墳 – 私市町円山
- 聖塚・菖蒲塚古墳

### 観光スポット
- 二王公園
- グンゼ博物苑
- グンゼ記念館
- あやべバラ園
- 綾部市天文館パオ
- 綾部ふれあい牧場
- あやべ温泉
- あやべ特産館
- 綾部市資料館
- 黒谷和紙会館
- あやべ彫刻回廊
- 上津灰のミズメ – 森の巨人たち100選に入る古木
- シャガ、ミツマタの群生地
- 綾部市梅林公園
  - 綾部山梅林は、約90キロ離れた兵庫県たつの市（旧揖保郡御津町）にある。

## 文化・名物

### 祭事・催事
- あやべ水無月まつり（7月第4土曜日）
- あやべ丹の国まつり（4月29日）
- ほたるの夕べ（6月上旬）
- あやべ盆おどり大会（8月16日）
- あやべ産業まつり（11月下旬）
- あやべもみじまつり（11月下旬）
- 大本節分祭（2月3日・4日）

### 名産・特産
- 綾部茶
- 松茸
- 栗
- 鮎
- 黒谷和紙

## 出身関連著名人

### 出身著名人
あ
- 足利尊氏（ただし異説もあり）
- 有道佐一（芸術家、画家）
- 大島祐哉（卓球選手）
- オクダケン（ミュージシャン、ビリケンメンバー）
- 大槻丈夫（元近畿日本ツーリスト社長）
- 奥田幹生（元文部大臣、京都市会議長）

か
- 神内靖（元プロ野球選手、横浜DeNAベイスターズ投手）
- 木下茂（木下産商社長、日邦汽船会長、経団連評議員）
- 久馬悠（陸上競技選手、萌の双子の姉）
- 久馬萌（陸上競技選手、悠の双子の妹）

さ
- 斉藤祐子（声優、タレント）
- 相根澄（フットサルプレイヤー、ペスカドーラ町田(Fリーグ)所属）
- 塩見三省（俳優）
- 杉山晃紀（元プロ野球読売ジャイアンツ育成選手）

た
- 竹貫元勝（歴史学者）
- 田邊隆一（駐ポーランド特命全権大使）

な
- 内藤良一（軍医、日本ブラッドバンク（後のミドリ十字）創業者、医学博士）
- 長瀬次英（インスタグラム・ジャパン日本事業代表責任者、日本ロレアルCDO、LDH JAPANCDO）
- 仁田陸郎（弁護士、元東京高裁長官）

は
- 波多野鶴吉（グンゼ創業者）
- 林田悠紀夫（元京都府知事・法相）
- 原脩次郎（拓務大臣・鉄道大臣）
- 福井勇（画家）
- 藤掛永勝（上林の武将）
- 細野豪志（民主党衆議院議員、環境大臣等）

ま
- 町井正登（元舞鶴市長）
- 松本英昭（官僚、元自治事務次官）
- 村山一海（ミュージシャン・クールスメンバー）
- 森本昌憲-（藤田観光社長、藤田美術館理事長、日本ホテル・レストランサービス技能協会会長）
- 森山栄治（福井県高浜町助役、関電プラント顧問）

や
- 屋敷豪太（ミュージシャン、ドラマー。元 シンプリー・レッドメンバー）
- 吉見公子（現代水墨画家）

わ
- 和田重（俳優）